# 5723 Hudson
5723 Hudson è un asteroide della fascia principale. Scoperto nel 1986, presenta un'orbita caratterizzata da un semiasse maggiore pari a 2,2728030 UA e da un'eccentricità di 0,2436987, inclinata di 5,57736° rispetto all'eclittica.